# Cerithium atratum
Cerithium atratum är en snäckart som först beskrevs av Born 1778.  Cerithium atratum ingår i släktet Cerithium och familjen Cerithiidae. Inga underarter finns listade i Catalogue of Life.